# Pungent Stench
Pungent Stench este o formație de death metal din Viena, Austria, înființată în 1988. Ultima componență cunoscută a formației este Martin Schirenc (voce/chitară), Danny Vacuum (voce/bas) și Mike G. Mayhem (baterie). Grupul a devenit cunoscut pe scena internațională datorită stilului unic de metal extrem și versurilor controversate despre parafilie, violență⁠(d) și comedie neagră. Pe parcursul carierei, formația s-a desființat de două ori, ultima dată în 2007, însă a revenit pe scena muzicală în 2013.

## Istorie
La sfârșitul anului 1987, Martin Schirenc și Alex Wank, bateristul de la Carnage, au pus bazele unei noi formații. Aceștia l-au recrutat pe basist Jacek Perkowski, iar în februarie 1988 au început să organizeze sesiuni de repetiții. În aprilie 1988, grupul a lansat primul album demo⁠(d) intitulat Mucous Secretion. Acesta a primit recenzii pozitive din partea comunității.
În iulie 1988, formația a călătorit în Anglia pentru a înregistra al doilea album demo în cadrul Studioului Birdsong din Worcester. Înainte să înceapă procesul de producție, Pungent Stench a primit o ofertă din partea casei de discuri Nuclear Blast.
Pungent Stench a susținut un concert în apropiere de Donzdorf, unde era situat sediul casei de discuri. Grupul a semnat contractul în aprilie 1989, iar prima lor lansare a fost un album split împreună cu formația austriacă Disharmonic Orchestra⁠(d). Acesta a primit recenzii pozitive, peste 4.000 de albume fiind vândute în mai puțin de un an. Extended play-ul Extreme Deformity a apărut în septembrie cu recenzii la fel de pozitive.
Albumul de debut al Pungent Stench - For God Your Soul... For Me Your Flesh⁠(d) - a fost lansat în aprilie 1990. Piesa din titlul albumului a ajuns pe lista „100 cele mai bune melodii de death metal” alcătuită de ediția germană a revistei Metal Hammer⁠(d).
Pungent Stench a fost influențată de formații de grindcore (Repulsion, Terrorizer⁠(d)), death metal (Master⁠(d), Slaughter⁠(d)) și doom metal (Saint Vitus⁠(d) și Witchfinder General⁠(d)). Într-un interviu acordat fanzine-ului Rot din Michigan, bateristul Alex Wank a declarat că printre interesele sale muzicale se numără hardcore punkul (Sheer Terror, Agnostic Front), muzica industrială (Swans, Laibach, Coil, Fetus), Faith No More și stilul „rape rock” al formației The Mentors.

## Membrii formației
- Martin Schirenc – chitare, voce principală (1988–1995, 1999–2007, 2013–)
- Danny Vacuum – bas, voce secundară (2013–)
- Mike G. Mayhem – baterie (2013–)

### Foști membri
- Fabio Testi – bas (2004)
- Jacek Perkowski – bas (1988–1995)
- Reverendul Mausna – bas (1999–2004)
- El Gore – bas (2004–2007)
- Alex Wank – baterie (1988–1995, 1999–2007)

## Discografie
- Mucous Secretion (album demo, 1988)
- split w/ Disharmonic Orchestra (Nuclear Blast, 1989)
- Extreme Deformity (EP, Nuclear Blast, 1989)
- For God Your Soul... For Me Your Flesh (Nuclear Blast, 1990)
- Blood, Pus and Gastric Juice (album split cu Benediction prin Nuclear Blast, 1990)
- Been Caught Buttering (Nuclear Blast, 1991)
- 屍臭 (EP prin Brandnew Sunshine Records, 1991)
- For God Your Soul... For Me Your Flesh (Nuclear Blast, 1993)
- Dirty Rhymes & Psychotronic Beats (Nuclear Blast, 1993)
- Club Mondo Bizarre – For Members Only (Nuclear Blast, 1994)
- Praise the Names of the Musical Assassins (compilație prin Nuclear Blast, 1997)
- Masters of Moral, Servants of Sin (Nuclear Blast, 2001)
- Loot, Shoot, Electrocute (album split cu Benediction prin Nuclear Blast, 2001)
- Ampeauty (2004)
- Smut Kingdom (2018, înregistrat în 2007)